# Hvannasundstunnilin
De Hvannasundstunnilin is een verkeerstunnel op de Faeröer, een eilandengroep die een autonoom gebied vormt binnen het Deense Koninkrijk. De tunnel verbindt de dorpen Hvannasund en Árnafjørður met elkaar en is 2120 meter lang. De tunnel werd geopend in 1967 en is daarmee een van de oudste tunnels van de archipel.